# Fontana della Navicella
Fontana della Navicella är en fontän vid basilikan Santa Maria in Domnica vid Via della Navicella i Rione Celio i Rom. Fontänen, som bland annat består av en kopia av en romersk skulptur föreställande ett skepp, invigdes år 1931. Den förses med vatten från Acqua Felice.

## Beskrivning
Det nuvarande skeppet är en kopia av ett romerskt original föreställande en galär. Under romartiden var Castra misenatium – en kasern för sjömän – belägen i närheten av Mons Caelius. Dessa sjömän lät utföra ett fartyg i marmor för att offra det som votivgåva åt den egyptiska gudinnan Isis, sjömännens beskyddare. Skulpturen gick förlorad under medeltiden, men rester av denna påträffades i närheten av basilikan Santa Maria in Domnica i början av 1500-talet. Påve Leo X, som tidigare hade varit kardinaldiakon av Santa Maria in Domnica, gav år 1518 skulptören Andrea Sansovino i uppdrag att utföra en kopia av skulpturen med ledning av fragmenten. Skulpturen placerades vid kyrkans ingång.
År 1931 restaurerades fartygsskulpturen och gjordes om till fontän med ett ovalt brunnskar. En restaurering ägde rum åren 2003–2004.

### Webbkällor
- ”Fontana della Navicella” (på italienska). Sovrintendenza Capitolina ai Beni Culturali. Arkiverad från originalet den 23 augusti 2021. https://archive.md/ja4gZ. Läst 23 augusti 2021.
- ”Fontana della Navicella” (på italienska). info.roma.it. Arkiverad från originalet den 23 augusti 2021. https://archive.md/Hs0Bi. Läst 23 augusti 2021.